# Долматово (Тульская область)
Долматово — деревня в Чернском районе Тульской области России.
В рамках административно-территориального устройства является центром Долматовской сельской администрации Чернского района, в рамках организации местного самоуправления входит в сельское поселение Тургеневское.

## География

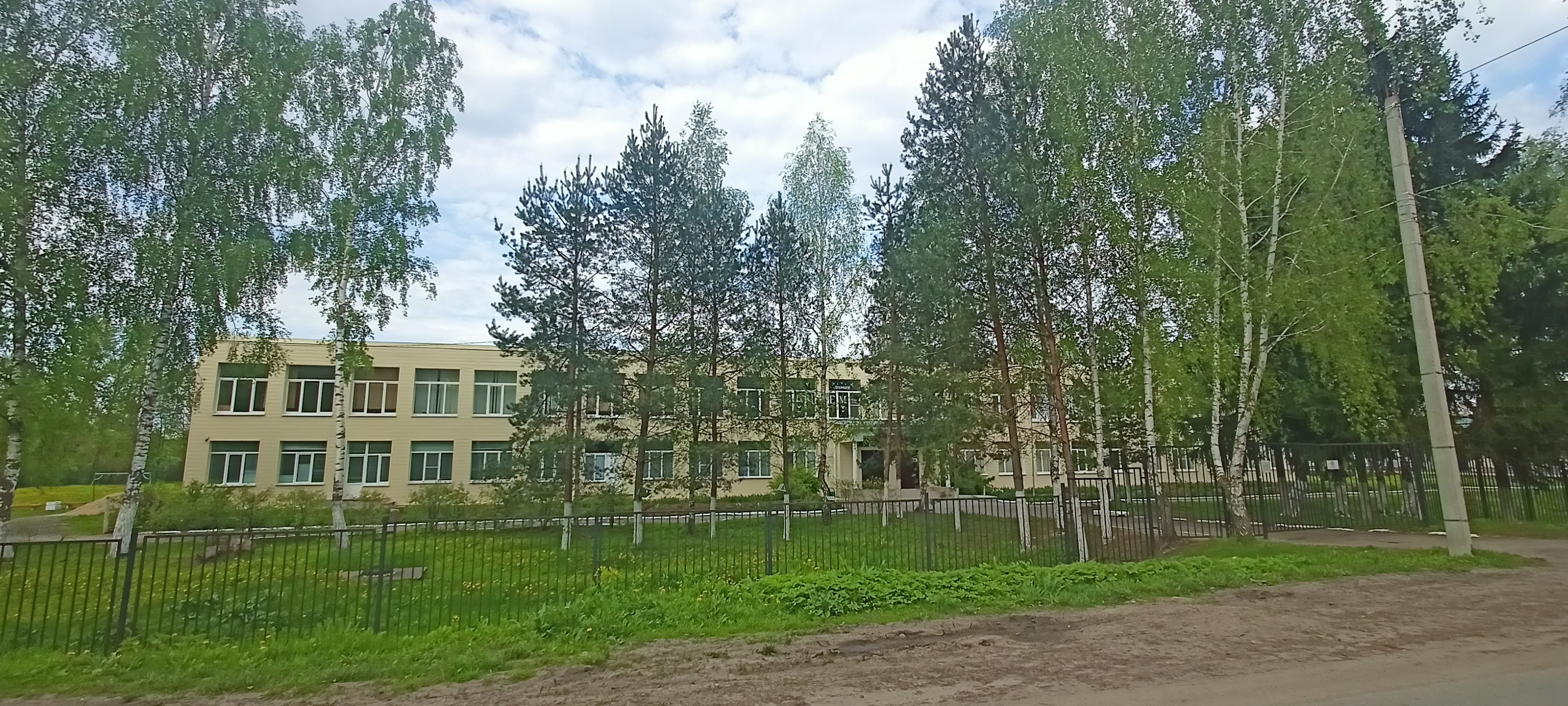
Школа в Долматово

Расположена в 106 км к юго-западу от областного центра и в 12 км к юго-западу от райцентра, пгт Чернь.

## Население
| 2002 | 2010 |
| ---- | ---- |
| 370  | ↘342 |

Население — 342 чел. (2010).